# Villaronte
Villaronte (llamada oficialmente San Xoán de Vilaronte) es una parroquia española del municipio de Foz, en la provincia de Lugo, Galicia.

## Otras denominaciones
La parroquia también es conocida por el nombre de San Xoán de Villaronte.

## Etimología
Este topónimo está ya documentado en 1370 como "Vilarunti". Su etimología es controvertida. Algunos atribuyen su origen en el latín villa Gerontii, indicando la pertenencia a un possessor llamado Gerontius, nombre de origen latino.

## Organización territorial
La parroquia está formada por nueve entidades de población, constando siete de ellas en el nomenclátor del Instituto Nacional de Estadística español:
- Cerdeiriña (A Cerdeiriña)
- Escanlar
- Espiñeira (A Espiñeira)
- Ginzo (Xinzo)
- Mañente
- O Carmen
- Rúa (A Rúa)
- Seoane
- Vigo
- Areosas
- As Charelas

## Demografía
| Gráfica de evolución demográfica de Villaronte entre 2000 y 2019 |
|                                                                  |
| Datos según el nomenclátor publicado por el INE.                 |